# Martin St. Louis
Martin St. Louis (ur. 18 czerwca 1975 w Laval w Kanadzie) – kanadyjski hokeista, reprezentant Kanady, dwukrotny olimpijczyk.

## Kariera
- Laurentides Vikings (1991–1992)
- Hawkesbury Hawks (1992–1993)
- Vermont Catamounts (1993–1997)
- Cleveland Lumberjacks (1997–1998)
- Saint John Flames (1997–1999)
- Calgary Flames (1998−1999)
- Saint John Flames (1999–2000)
- Calgary Flames (1999–2000)
- Tampa Bay Lightning (2000–2004)
- Lausanne HC (2004–2005)
- Tampa Bay Lightning (2005–2014)
- New York Rangers (2014–2015)

Wychowanek Laval MHA. Od 2002 zawodnik Tampa Bay Lightning. W lipcu 2010 przedłużył kontrakt z klubem o cztery lata. Od marca 2014 zawodnik New York Rangers (w toku wymiany za Ryana Callahana; obaj do tego czasu byli kapitanami swoich zespołów). Na początku lipca 2015 w wieku niespełna 40 lat ogłosił zakończenie kariery zawodniczej.
Uczestniczył w turniejach Pucharu Świata w 2004, zimowych igrzysk olimpijskich 2006, 2014 oraz mistrzostw świata w 2008, 2009.

## Sukcesy

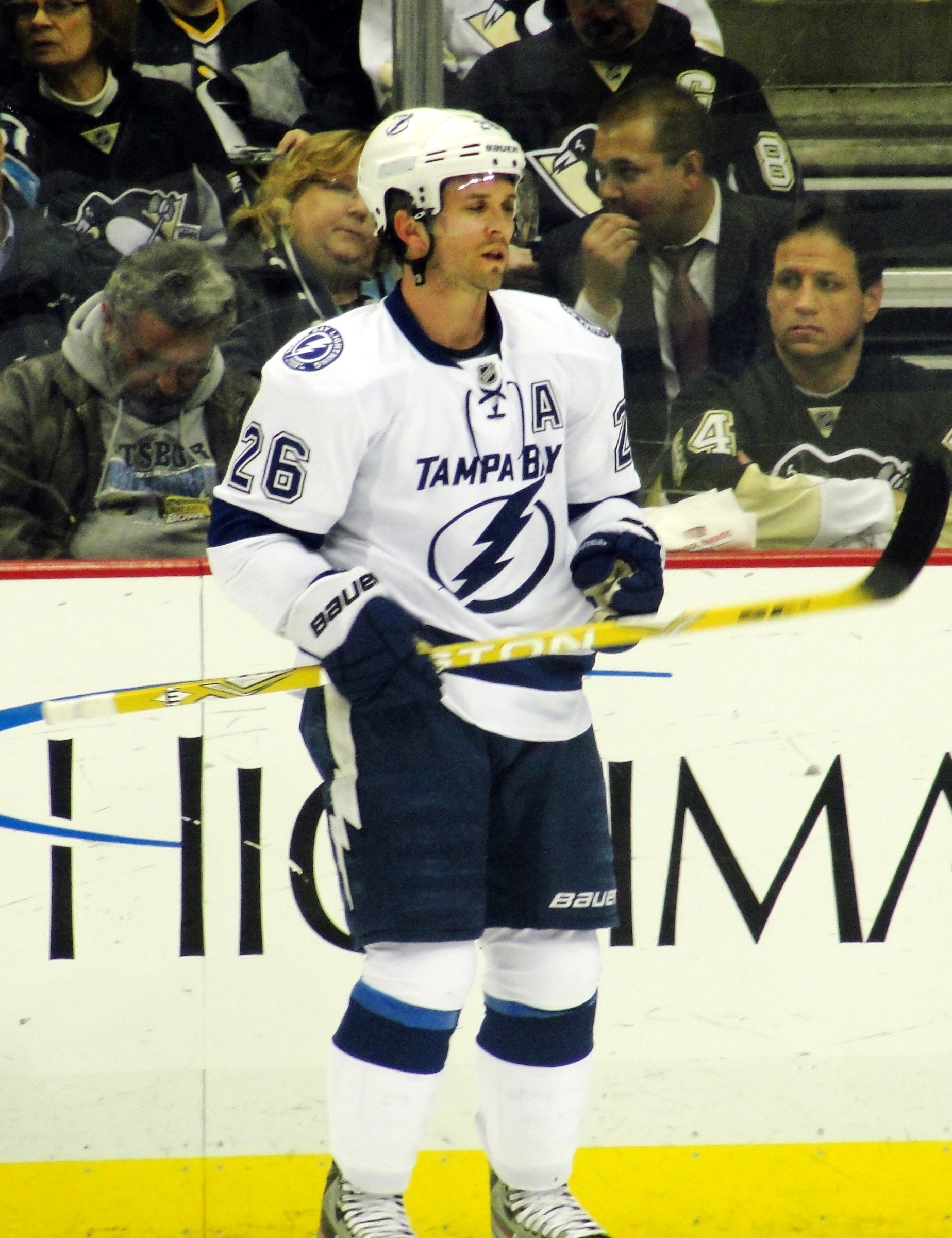
Martin St. Louis w barwach Tampa Bay Lightning (2012)

Reprezentacyjne
- Złoty medal Pucharu Świata: 2004
- Srebrny medal mistrzostw świata: 2008, 2009
- Złoty medal zimowych igrzysk olimpijskich: 2014

Klubowe
- Puchar Stanleya: 2004 z Tampa Bay Lightning

Indywidualne
- NHL (2003/2004):
  - NHL Plus/Minus Award – pierwsze miejsce w klasyfikacji +/- sezonu: +35
  - Art Ross Memorial Trophy – pierwsze miejsce w klasyfikacji kanadyjskiej w sezonie zasadniczym: 94 punkty
  - NHL First All-Star Team
  - Pierwsze miejsce w klasyfikacji asystentów w fazie play-off: 15 asyst
  - Lester B. Pearson Award – najlepszy zawodnik ligi wybierany przez członków NHLPA
  - Trofeum Harta – Najbardziej Wartościowy Zawodnik (MVP)
- NHL (2007/2008):
  - NHL All-Star Game
- NHL (2008/2009):
  - NHL All-Star Game
- Mistrzostwa Świata w Hokeju na Lodzie 2009 (elita):
  - Pierwsze miejsce w klasyfikacji asystentów turnieju: 11 asyst
  - Pierwsze miejsce w klasyfikacji kanadyjskiej turnieju: 15 punktów
  - jeden z trzech najlepszych zawodników reprezentacji
  - Skład gwiazd turnieju
- NHL (2009/2010):
  - Lady Byng Memorial Trophy – nagroda dla najuczciwszego zawodnika sezonu
- NHL (2010/2011):
  - NHL All-Star Game
  - Lady Byng Memorial Trophy - nagroda dla najuczciwszego zawodnika sezonu
- NHL (2012/2013):
  - Pierwsze miejsce w klasyfikacji asystentów w sezonie zasadniczym: 43 asysty
  - Art Ross Memorial Trophy – pierwsze miejsce w klasyfikacji kanadyjskiej w sezonie zasadniczym: 60 punktów
  - Lady Byng Memorial Trophy - nagroda dla najuczciwszego zawodnika sezonu
  - Drugi skład gwiazd[4]

Wyróżnienie
- Hockey Hall of Fame: 2018[5]

## Statystyki
| 1993–94   | University of Vermont | ECAC      | 33   | 15  | 36  | 51   | 24  | –   | –  | –  | –  | –  |
| 1994–95   | University of Vermont | ECAC      | 35   | 23  | 48  | 71   | 36  | –   | –  | –  | –  | –  |
| 1995–96   | University of Vermont | ECAC      | 35   | 29  | 56  | 85   | 38  | –   | –  | –  | –  | –  |
| 1996–97   | University of Vermont | ECAC      | 36   | 24  | 36  | 60   | 65  | –   | –  | –  | –  | –  |
| 1997–98   | Cleveland Lumberjacks | IHL       | 56   | 16  | 34  | 50   | 24  | –   | –  | –  | –  | –  |
| 1997–98   | Saint John Flames     | AHL       | 25   | 15  | 11  | 26   | 20  | 20  | 5  | 15 | 20 | 16 |
| 1998–99   | Saint John Flames     | AHL       | 53   | 28  | 34  | 62   | 30  | 7   | 4  | 4  | 8  | 2  |
| 1998–99   | Calgary Flames        | NHL       | 13   | 1   | 1   | 2    | 10  | –   | –  | –  | –  | –  |
| 1999–00   | Saint John Flames     | AHL       | 17   | 15  | 11  | 26   | 14  | –   | –  | –  | –  | –  |
| 1999–00   | Calgary Flames        | NHL       | 56   | 3   | 15  | 18   | 22  | –   | –  | –  | –  | –  |
| 2000–01   | Tampa Bay Lightning   | NHL       | 78   | 18  | 22  | 40   | 12  | –   | –  | –  | –  | –  |
| 2001–02   | Tampa Bay Lightning   | NHL       | 53   | 16  | 19  | 35   | 20  | –   | –  | –  | –  | –  |
| 2002–03   | Tampa Bay Lightning   | NHL       | 82   | 33  | 37  | 70   | 32  | 11  | 7  | 5  | 12 | 0  |
| 2003–04   | Tampa Bay Lightning   | NHL       | 82   | 38  | 56  | 94   | 24  | 23  | 9  | 15 | 24 | 14 |
| 2004–05   | Lausanne HC           | NLA       | 23   | 9   | 16  | 25   | 16  | –   | –  | –  | –  | –  |
| 2005–06   | Tampa Bay Lightning   | NHL       | 80   | 31  | 30  | 61   | 38  | 5   | 4  | 0  | 4  | 2  |
| 2006–07   | Tampa Bay Lightning   | NHL       | 82   | 43  | 59  | 102  | 28  | 6   | 3  | 5  | 8  | 8  |
| 2007–08   | Tampa Bay Lightning   | NHL       | 82   | 25  | 58  | 83   | 26  | –   | –  | –  | –  | –  |
| 2008–09   | Tampa Bay Lightning   | NHL       | 82   | 30  | 50  | 80   | 14  | –   | –  | –  | –  | –  |
| 2009–10   | Tampa Bay Lightning   | NHL       | 82   | 29  | 65  | 94   | 12  | –   | –  | –  | –  | –  |
| 2010–11   | Tampa Bay Lightning   | NHL       | 82   | 31  | 68  | 99   | 12  | 18  | 10 | 10 | 20 | 4  |
| 2011–12   | Tampa Bay Lightning   | NHL       | 77   | 25  | 49  | 74   | 16  | –   | –  | –  | –  | –  |
| 2012–13   | Tampa Bay Lightning   | NHL       | 48   | 17  | 43  | 60   | 14  | –   | –  | –  | –  | –  |
| 2013–14   | Tampa Bay Lightning   | NHL       | 62   | 29  | 32  | 61   | 6   | –   | –  | –  | –  | –  |
| 2013–14   | New York Rangers      | NHL       | 19   | 1   | 7   | 8    | 4   | 25  | 8  | 7  | 15 | 2  |
| 2014–15   | New York Rangers      | NHL       | 74   | 21  | 31  | 52   | 20  | 19  | 1  | 6  | 7  | 4  |
| NHL razem | NHL razem             | NHL razem | 1134 | 391 | 642 | 1033 | 310 | 107 | 42 | 48 | 90 | 34 |